# Campeonato Alemán de Fútbol 1955
El Campeonato Alemán de Fútbol 1955 fue la 45.ª edición de la máxima competición futbolística de Alemania Federal.

## Grupo 1
| Equipo               | PJ | PG | PE | PP | GF | GC | Dif | Pts |
| 1. FC Kaiserslautern | 6  | 3  | 3  | 0  | 20 | 8  | +12 | 9   |
| Hamburgo SV          | 6  | 3  | 2  | 1  | 8  | 5  | +3  | 8   |
| SV Sodingen          | 6  | 2  | 3  | 1  | 13 | 9  | +4  | 7   |
| Viktoria 89 Berlin   | 6  | 0  | 0  | 6  | 4  | 23 | -19 | 0   |

## Grupo 2
| Equipo            | PJ | PG | PE | PP | GF | GC | Dif | Pts |
| Rot-Weiss Essen   | 6  | 4  | 2  | 0  | 16 | 5  | +11 | 10  |
| Bremerhaven 93    | 6  | 2  | 2  | 2  | 5  | 10 | -5  | 6   |
| Kickers Offenbach | 6  | 2  | 0  | 4  | 11 | 12 | -1  | 4   |
| Wormatia Worms    | 6  | 1  | 2  | 3  | 6  | 11 | -5  | 4   |

## Final
| Rot-Weiss Essen | 4 – 3 | Kaiserslautern |

Rot-Weiss Essen clasifica a la Copa de Campeones de Europa 1955-56.
|                                   |
| Campeón Rot-Weiss Essen 1° título |